# Hromosvod

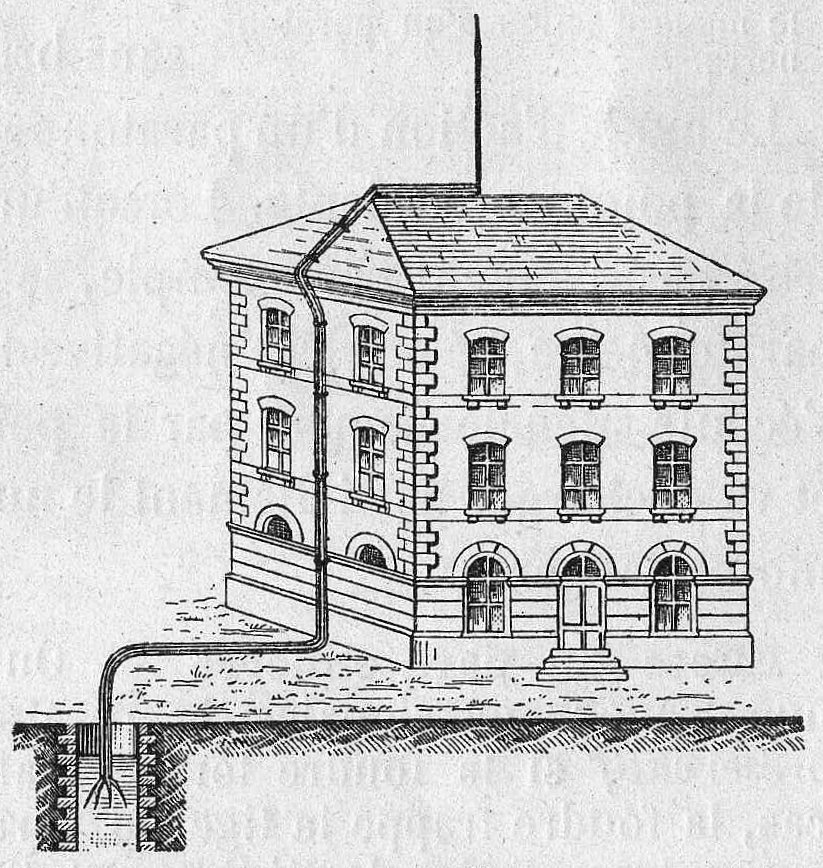
Hromosvod: soustava spojující jímač na střeše s uzemněním

Hromosvod, vzácněji nazývaný bleskosvod, je zařízení, které vytváří umělou vodivou cestu k přijetí a svedení bleskového výboje do země. Používá se jakožto ochrana budov a dalších objektů před poškozením tepelnými a mechanickými účinky blesku, tj. před jejich požárem nebo mechanickým poškozením.
Podle souboru norem ČSN EN 62305 – Ochrana před bleskem, platného v ČR od 1. 12. 2006, je hromosvod jiný název pro vnější systém ochrany před bleskem. Je to ta část LPS (lightning protection system), která se skládá z jímací soustavy, soustavy svodů a uzemňovací soustavy.

## Historie

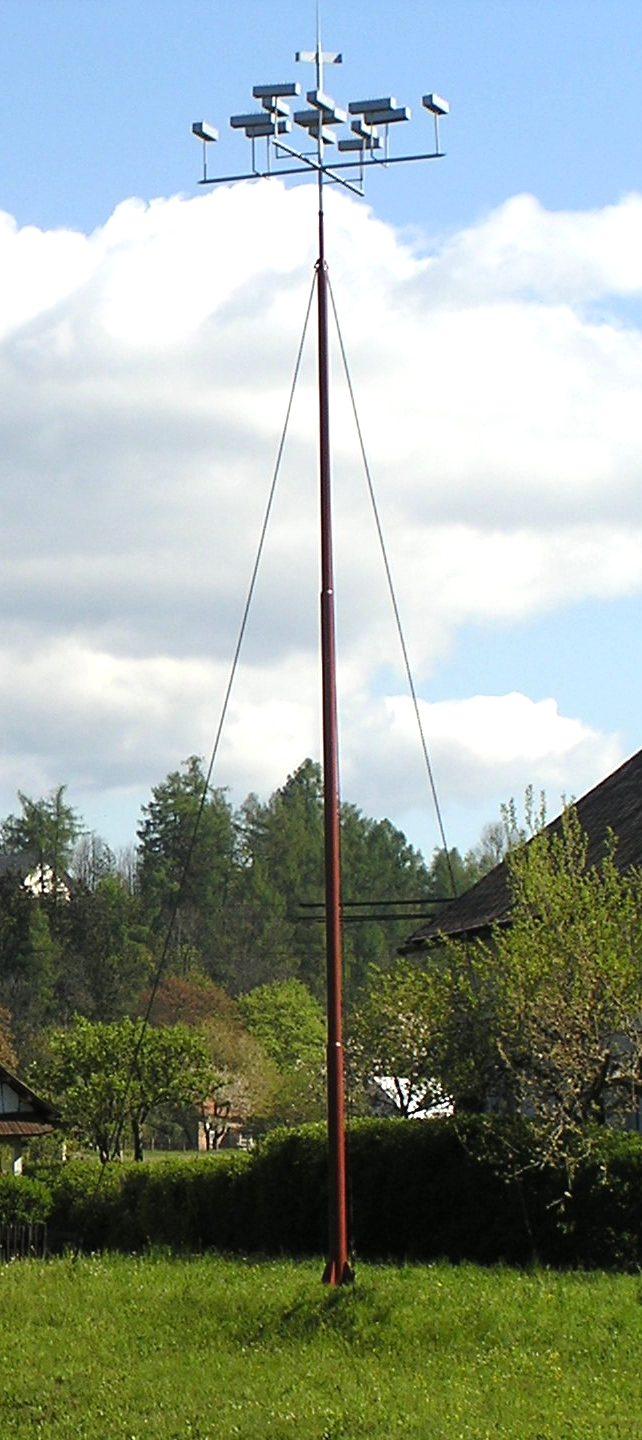
Meteorologický stroj Prokopa Diviše

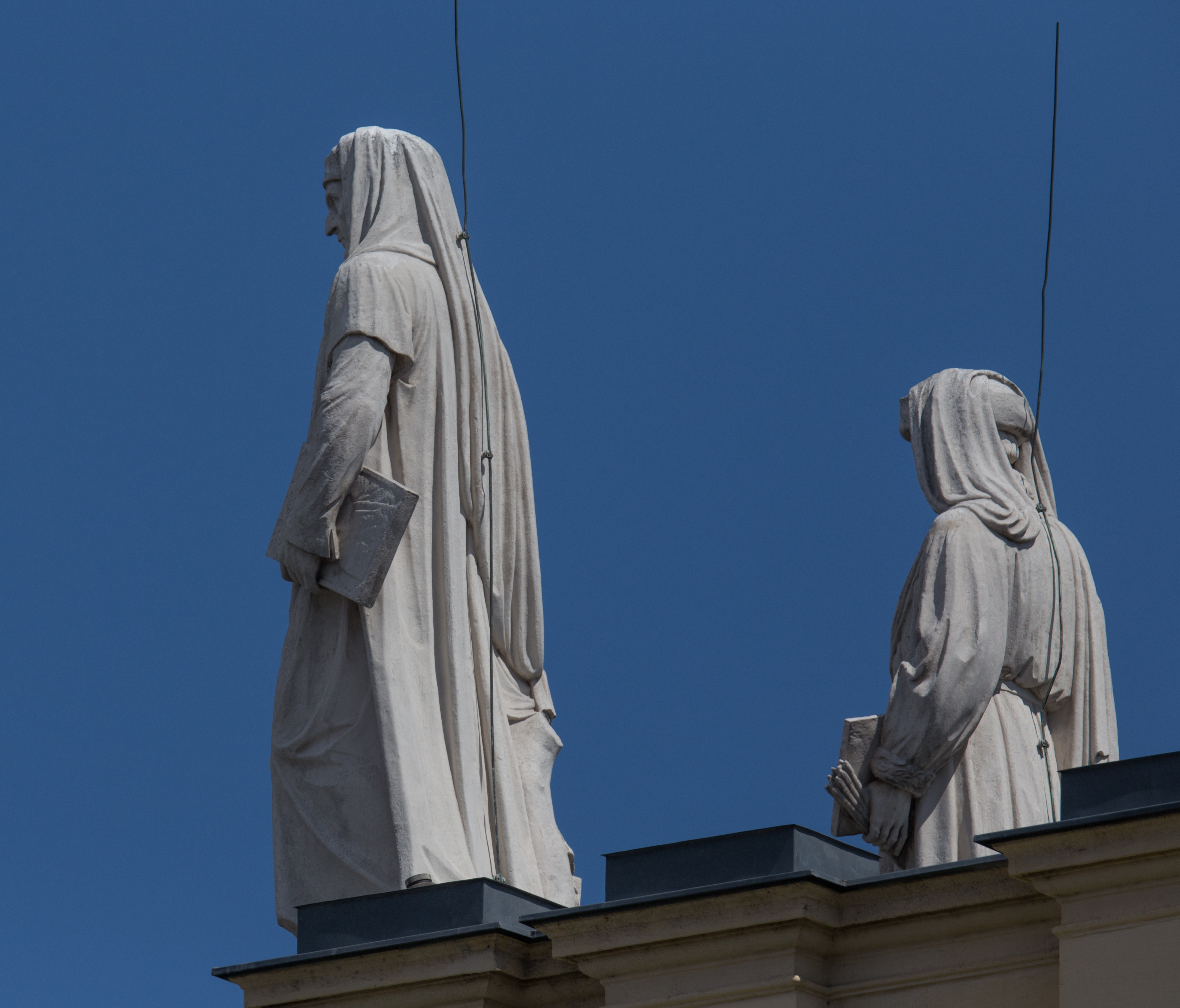
Každá socha na atice Kunsthistorického muzea ve Vídni má svůj hromosvod

Hromosvod vynalezl v polovině 18. století v Evropě premonstrát Prokop Diviš, který ve své farní zahradě v Příměticích blízko Znojma umístil v roce 1754 první hromosvod (nazývali ho tehdy „meteorologický stroj“ nebo „povětrnostní mašina“; byla to soustava 400 kovových hrotů spojených s uzemněním). Ve světě platí za vynálezce hromosvodu také americký vědec a politik Benjamin Franklin, který kolem roku 1750 prováděl podobné experimenty, ale tyčový jednohrotový uzemněný hromosvod postavil ve Filadelfii až v roce 1760. První hromosvod na území českého království, který byl umístěn na stavbě, byl instalován na zámku v Měšicích roku 1775. Jeho autorem byl český anatom a chirurg Jan Tadeáš Klinkoš.

## Použití
Na celém území České republiky se ochrana před bleskem musí zřizovat na stavbách a zařízeních tam, kde by blesk mohl způsobit ohrožení života nebo zdraví osob nebo materiální škody.
Na celém území České republiky se ochrana před bleskem musí zřizovat na stavbách a zařízeních tam, kde by blesk mohl způsobit:
- ohrožení života nebo zdraví osob, zejména ve stavbě pro bydlení, stavbě s vnitřním shromažďovacím prostorem, stavbě pro obchod, zdravotnictví a školství, stavbě ubytovacích zařízení nebo stavbě pro větší počet zvířat,
- poruchu s rozsáhlými důsledky na veřejných službách, zejména v elektrárně, plynárně, vodárně, budově pro spojová zařízení a nádraží,
- výbuch zejména ve výrobně a skladu výbušných a hořlavých hmot, kapalin a plynů,
- škody na kulturním dědictví, popřípadě jiných hodnotách, zejména v obrazárně, knihovně, archivu, muzeu, budově, která je kulturní památkou,
- přenesení požáru stavby na sousední stavby, které podle písmen a) až d) musí být před bleskem chráněny,
- ohrožení stavby, u které je zvýšené nebezpečí zásahu bleskem v důsledku jejího umístění na návrší nebo vyčnívá-li nad okolí, zejména u továrního komína, věže, rozhledny a vysílací věže[11]

U objektů není nutno ochranu před bleskem zřizovat v případě, je-li budova v ochranném prostoru vyšších budov.
Chráněno před bleskem musí být jakékoli strojní zařízení, „které je třeba za provozu chránit proti úderům blesku“.
Všude, kde jsou zaměstnanci, patří ochrana zařízení, které může být vystaveno účinkům atmosférické elektřiny, zejména zasažení bleskem, mezi minimálními požadavky na bezpečný provoz a používání zařízení v závislosti na příslušném riziku vytvářeném daným zařízením.
Hromosvodem je nutno opatřit budovy krytých rozvoden.
Při navrhování elektrických instalací v prostředí s nebezpečím výbuchu je třeba provést opatření pro snížení účinků úderu blesku na bezpečnou úroveň.

## Princip funkce
Mezi zemí a bouřkovým mrakem může během bouřky vzniknout rozdíl elektrických potenciálů. Překročí-li rozdíl těchto potenciálů elektrickou pevnost vzduchové vrstvy mezi takovýmto mrakem a zemí, dojde k elektrickému bleskovému výboji. K tomuto výboji dojde v místě, kde vzduchová vrstva mezi zemí a mrakem je nejtenčí. Proto bleskem bývají zasažena nejčastěji různá vyvýšená místa v krajině, např. stromy nebo budovy.
Hromosvod využívá této zákonitosti. Lze jej obecně popsat jako elektricky vodivý předmět umístěný ve výšce nad chráněným objektem a vodivě spojený se zemí. Tím, že je hromosvod umístěn nad chráněný předmět, zvyšuje se pravděpodobnost, že blesk zasáhne hromosvod (který bezpečně svede potenciál blesku do země) a nikoli objekt nacházející se pod hromosvodem.

## Části hromosvodu
Každý hromosvod má tři hlavní části – jímací zařízení (jímač), svod a uzemnění.
Jímač zajišťuje zachycení blesku. Bývá umístěn nejčastěji na vrcholu chráněného objektu, výše než nejvýše umístěné části objektu, neboť blesk má tendenci zasáhnout nejvýše umístěné předměty. Svod je elektrický vodič, který vodivě spojuje jímač blesku s uzemněním. Bývá proveden nejčastěji ve formě charakteristických ocelových lan vedených svisle na vnějších stěnách objektu od střechy směrem k zemi. Uzemnění tvoří nejčastěji pásy ze zinkované oceli zakopané v zemi podél objektu.

### Jímač

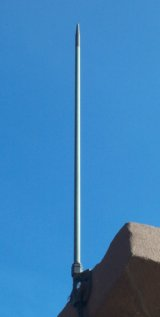
Tyčový jímač hromosvodu

Jímače mohou být provedeny v podobě jímací tyče, jímacího vedení nebo mřížového jímače. Tyto jímače označujeme jako strojené. Jako jímače mohou být využity též i vhodné vodivé konstrukční prvky objektu, např. plechová krytina. Ty pak označujeme jako náhodné jímače.
Jímací tyč je plná ocelová tyč kolmo vztyčená na vrcholu objektu. Tento druh jímače je charakteristický pro hromosvody mnoha budov, především těch starších. Ochranné pásmo tyčového jímače má tvar kužele s vrcholem na horním konci tyče a sklonem pláště 45° (vrcholový úhel 90°). Jímací tyč musí mít tedy takovou výšku, aby její ochranné pásmo spolehlivě pokrylo všechny části chráněného objektu. Má-li objekt větší půdorysnou plochu, lze na něm rozmístit více jímacích tyčí.
Jímací vedení tvoří ocelový v ohni pozinkovaný drát průměru 8 nebo 10 mm nebo pásková ocel 100 mm2 s minimální tloušťkou 3 mm. Vedeno je po střeše objektu rovnoběžně s jejím povrchem. Ochranné pásmo jímacího vedení má tvar trojúhelníku se sklonem 45° na obě strany a vrcholem 90° na jímacím vedení, sunutého po ose jímacího vedení. Je-li tedy jímací vedení taženo po hřebenu sedlové střechy se sklonem větším nebo rovným 45°, je jako ochrana před bleskem dostačující. Nejmenší vzdálenost jímací soustavy nového neizolovaného hromosvodu od střechy z hořlavého materiálu je 0,10 m, u doškových střech 0,15 m.
Je-li sklon střechy menší než 45°, musí být jímací vedení na hřebenu doplněno v určitých vzdálenostech příčnými vedeními. Tím je vytvořena mřížová jímací soustava. Rozteč mezi dvěma příčnými dráty nesmí překročit 20 m a rozteč mezi dvěma podélnými dráty nesmí překročit 60 m (15 m u zesíleného hromosvodu). Příčná a podélná vedení jsou ve všech bodech propojena, takže tvoří síť.
Vyskytuje-li se na střeše objektu vyvýšená část (např. komín), kterou nepokrývá ochranné pásmo jímací soustavy, musí být tato část vybavena vlastní jímací tyčí.

### Svod

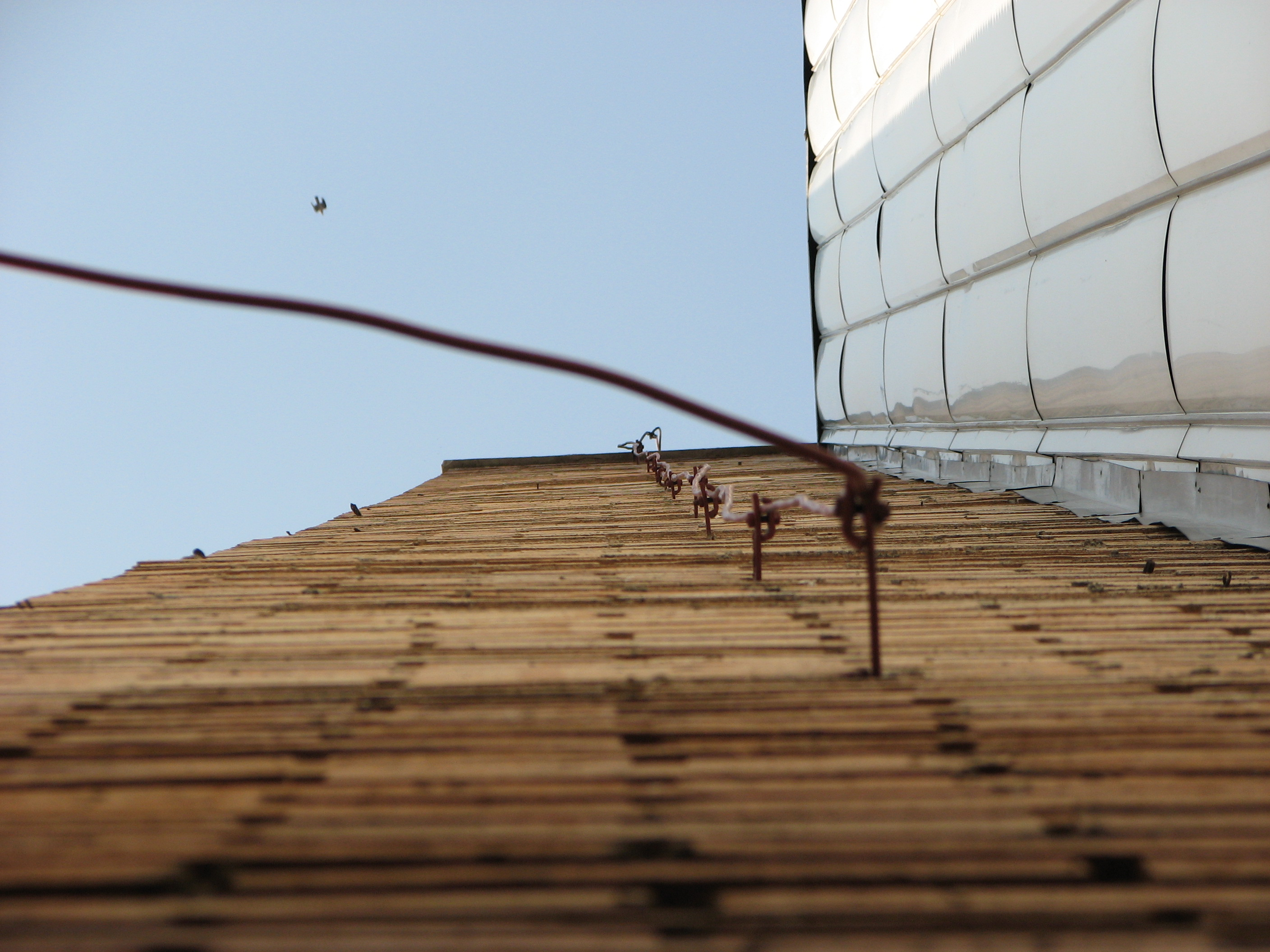
Svodová část, pohled od spodu

Svod spojuje jímací soustavu s uzemněním (zemniči). Svody mohou být strojené, vodiči vedenými na povrchu objektu či v omítce, nebo náhodné (využití stávajících prvků konstrukce objektu – ocelových sloupů, výztuže atd.)
Počet svodů se řídí obvodem půdorysu chráněného objektu. Na každých započatých 30 m obvodu půdorysu objektu náleží jeden svod. Je-li půdorysný obvod menší než 30 m, musí být objekt vybaven alespoň dvěma svody. Je-li objekt vyšší než 30 m, umísťuje se jeden svod na každých 15 započatých metrů jeho půdorysného obvodu.
Svod, je-li veden po povrchu střechy, může sloužit také jako jímač.

### Uzemňovací soustava
Uzemnění může být provedeno zemnícími tyčemi, deskami, dráty, či pásky, uloženo v zemi, nebo v základovém betonu. Svodové vodiče jsou se zemniči spojeny rozpojitelnými šroubovacími svorkami.
Samotný hromosvod může být buď spojený s konstrukcí budovy, nebo izolovaný od chráněné budovy.
Při použití více tyčových zemničů ke zřízení uzemnění má být mezi nimi vzdálenost vždy větší než délka jednotlivých tyčí, aby se účinnost zemniče nezmenšila.
Přívod do základového zemniče musí být na přechodu z betonu na povrch chráněn proti korozi 10 cm v betonu a 20 cm nad povrchem.
Zemní odpor uzemňovací soustavy pro nově zřizovanou ochranu před bleskem a přepětím by neměl přesáhnout 10 ohmu.

## Zvláštní typy hromosvodů
Kromě „klasických“ hromosvodů (Franklinova typu – hřebenové, mřížové, tyčové, oddálené, stožárové, závěsové, klecové) existují tzv. hromosvody aktivní (zařízení se včasnou emisí výboje, PDA). PDA jsou tvořena aktivním jímačem a svodem podobně jako u Franklinova typu. Aktivní jímač vytváří elektrický potenciál[zdroj?] (není fyzikálně jasné jak, ani to nebylo nikdy nikým vysvětleno), který při včasné emisi stáhne výboj bouřkového mraku do aktivního jímače na základě ochranného poloměru jímače. Takovýto typ hromosvodu bývá použit u otevřených prostorů a velkých objektů. Dle různých typů jímačů je možné chránit různě velké objekty. PDA byla testována v různých laboratořích, kde prokázali jejich účinnost[zdroj?]. Veškeré funkční aktivní hromosvody jsou testovány a certifikovány. V dnešní době existuje už mnoho firem, které vyrábí aktivní jímače PDA. PDA je schopný svést mnoho výbojů za sebou. Je často použit na památných objektech, jelikož není nutné použít mnoho drátových svodů.
Kritici PDA považují aktivní jímače za úspěšný komerční trik, případně podvod. Příkladem je třeba i velmi odborné vyvrácení prezentované velikosti ochranného prostoru aktivních jímačů.
Jedním z řady problémů používání aktivních jímačů je to, že se navrhují a instalují podle norem platných v jiných státech, zejména pak dle francouzské normy NF C 17-102. Těžko ale například říci, zdali je tato norma vůbec ještě platná, popřípadě kde se její platnost vůbec ověřuje? Navíc neexistuje ani žádný oficiální překlad této normy z francouzštiny do češtiny. Na Slovensku sice byly vydány postupně dvě slovenské normy na aktivní jímače, avšak druhá z norem byla pro silný odpor odborné veřejnosti na návrh zrušena k 1. 3. 2017 bez náhrady.
Dle Nejvyššího správního soudu platí, že „Z vymezení pojmu normová hodnota ve vyhlášce č. 268/2009 Sb. vyplývá, že se u odkazů na technické normy v této vyhlášce nejedná o tzv. indikativní odkazy ve smyslu čl. 45a a odst. 1 Legislativních pravidel vlády, ale o odkazy závazné. Technické normy, na které je ve vyhlášce odkazováno, totiž neobsahují příklady, jak lze splnit povinnosti stanovení právním předpisem, ale stanoví přímo tyto povinnosti (…) Stanovení určité normové hodnoty neznamená, že nemůže být zvoleno ještě lepší řešení. Aby někdo ale mohl zvolit lepší řešení, musí vědět, jaký je minimální povolený standard, kterého musí dosáhnout.“ Neboli nejprve je nutno splnit požadavky platných ČSN, a teprve až po jejich splnění lze používat nějaká „lepší řešení“. Nicméně použití aktivních jímačů patrně není oním „lepším řešením“, neb dle stanoviska subkomise „Ochrana před bleskem“ při Technické normalizační komisi 97 ze dne 27. 7. 2012 není dosaženo francouzskou národní normou NF C 17-102, potažmo slovenskou technickou normou STN 34 1391, stejných nebo vyšších technických parametrů, jako kdyby se postupovalo dle českých technických norem ČSN EN 62305-1 až 4. je používání aktivních jímačů v rozporu s legislativou, neboť pro stavby, kde se musí zřizovat ochrana před bleskem musí být proveden výpočet řízení rizika podle normových hodnot k výběru nejvhodnějších ochranných opatření stavby. Jelikož je ale normovou hodnotou technický požadavek, uvedený v české technické normě, pak musí být výpočet rizika proveden podle ČSN EN 62305-2 ed. 2. Jenže tato norma uvádí, že výpočty podle ní jsou platné jen tehdy, pokud jímací soustava vyhovuje ČSN EN 62305-3 ed. 2 (čemuž instalace aktivních jímačů nevyhovují).
Druhým právním problém je, že se normy cizích států mohou u nás používat až tehdy, pokud danou oblast nepokrývají evropské normy (EN), harmonizační dokumenty (HD) nebo národní normy obsahující HD, či pokud danou oblast nepokrývají národní normy. Jenže oblast aktivních jímačů je pokryta národní přílohou v ČSN EN 62305-3 ed. 2 Změna Z1 (viz další ostavec), tudíž pro ně nelze používat normy cizích států.
Současný platný soubor norem ČSN EN 62 305 ed. 2 použití aktivních hromosvodů sice nezakazuje, ale pro stanovení ochranného prostoru dovoluje uvažovat jen skutečné fyzické rozměry kovové jímací soustavy, kdy se u jímačů zohlední jen jejich fyzická délka. Soustava svodů se pak musí provádět vždy podle platného souboru ČSN EN 62305 ed. 2 bez ohledu na použití technologie jímací soustavy. Dle těchto normových požadavků pak používání aktivních jímačů postrádá jakýkoli ekonomický smysl, neboť se celá jímací soustava musí provést jako klasická, a aktivní jímače na ní lze používat jen jako jímače klasické.
Jedním z hlavních technických problémů aktivních jímačů je pak jejich malý počet svodů, což fyzikálně znamená, že je u nich mnohem větší „dostatečná vzdálenost“. Laicky mnohem větší nebezpečný prostor kolem svodu (v případě aktivních jímačů je řeč o metrech, kdežto u klasické jímací soustavy s více svody jde řádově o desítky centimetrů), kde může dojít k přeskoku výboje.

## Materiály pro hromosvody
Materiály v Česku nejvíce používané na jímací vedení, svody a uzemnění jsou:
- žárově zinkovaná ocel (železo a zinek)
- měď
- slitiny hliníku, např. dural (hliník, hořčík, křemík)
- nerezavějící ocel